# Senhorio de Salona
O Senhorio de Salona, conhecido depois de 1318 como Condado de Salona, foi um estado cruzado fundado após o saque de Constantinopla pela Quarta Cruzada (1204) na Grécia Central. Seu território se estendia pelas redondezas da cidade de Salona (atual Anfissa) e conhecida em francês por La Sole).

## História
O primeiro senhor de Salona, Tomás I de Autremencorte (ou de Estromoncorte), foi nomeado por Bonifácio de Monferrato, o rei de Tessalônica, em 1205. Após a queda do reino perante as forças do Despotado de Epiro e após uma breve ocupação entre 1210-1212, Salona se tornou um estado vassalo do Principado de Acaia. Contudo, a região passou a sofrer uma crescente dependência do Ducado de Atenas.
Em 1318, o Senhorio de Salona foi conquistado pela Companhia Catalã, liderada pela família Frederico, que reivindicaram para si o título de "Condes de Salona". Entre os dezoito vassalos catalães na região entre 1380-1381, o Conde de Salona é o de maior posto, seguindo pelo conde albanês Demétrio e pelo marquês de Bodonitsa. Por conta da impopularidade da condessa-mãe Helena Asanina Cantacuzena em 1394, a cidade abriu seus portões para o sultão otomano Bajazeto I. Em 1402, Salona esteve, por um breve espaço de tempo, nas mãos do Despotado da Moreia, cujo déspota, Teodoro I Paleólogo, vendeu-a para os Cavaleiros Hospitalários em 1404.
O estado de Salona deixou finalmente de existir em 1410 quando foi conquistado pelo Império Otomano.

## Governantes

### Família de Autremencorte/de Estromoncorte
- Tomás I de Autremencorte (r. 1205–1210)
- Tomás II de Autremencorte (1212  1258), filho de Tomás I
- Guilherme de Autremencorte (1258  1294), filho de Tomás II
- Tomás III de Autremencorte (1294  1311), filho de Guilherme, morto na Batalha de Céfisso

### Domínio catalão
- Rogério Deslaur (r. 1311–1318)
- Alfonso Frederico (r. 1318–1338)
- Pedro Frederico (r. 1338–1350), primogênito de Alfonso
- Jaime Frederico (r. ca. 1355–1365), segundo filho de Alfonso, seu governo foi nominal
- Bonifácio Frederico
- Luís Frederico (r. 1365–1380), filho de Jaime

### Domínio Navarro
- Maria Frederico (r. 1382–1394), filha de Luís, reinou sob a regência de sua mãe, a imperatriz-mãe Helena Asanina Cantacuzena

## Declínio
A partir de 1394, seguiram-se várias conquistas pelas potências da região:
- Primeira conquista otomana (1394 – ca. 1402/1403)
- Conquista bizantina e do Despotado da Moreia (1402/1403–1404)
- Compra pelos Cavaleiros Hospitalários (1404–1410)
- Segunda conquista otomana (1410)